# Antoine-François Varner
Pour les articles homonymes, voir Varner.
Antoine-François Varner, né à Paris le 23 avril 1789 et décédé dans l'ancien 3e arrondissement de Paris le 5 septembre 1854, est un vaudevilliste français.

## Biographie
Né à Paris, il étudie à Sainte-Barbe, puis sert quelque temps dans les dragons. Il entre ensuite dans les bureaux et fait, comme adjoint au commissaire des guerres, la campagne de Russie.
Sans emploi sous la Restauration, il se consacre aux lettres, et compose des vaudevilles, soit seul, soit en collaboration avec Scribe, Ymbert, Bayard, Mélesville, Dupin, Delestre-Poirson, Dartois, Hippolyte, Brazier, Duvert, Lauzanne, Deslandes, Prémaray.
Varner avait obtenu après 1830 une place de chef de bureau à la Préfecture de la Seine que la révolution de 1848 lui enlèvera.

## Œuvres
- Le Solliciteur, ou l'Art d'obtenir des places, comédie en 1 acte mêlée de vaudevilles (Eugène Scribe, Dupin, Varner, Ymbert, Delestre-Poirson), Paris, Théâtre des Variétés, 1817
- Les Comices d'Athènes, ou les Femmes orateurs, comédie vaudeville en un acte, traduit du grec d'Aristophane (Eugène Scribe, Varner), Paris, Théâtre du Vaudeville, 1817
- L'Obligeant, ou la Fureur d'être utile, comédie en 1 acte mêlée de vaudevilles (Ymbert, Varner), Paris, Théâtre des Variétés, 1818
- Les Deux Maris, comédie en 1 acte mêlée de vaudevilles (Eugène Scribe, Varner), Paris, Théâtre des Variétés, 1819
- Trottin, ou le Retour du sérail, folie-vaudeville en 1 acte (Ymbert, Varner), Paris, Théâtre de la Porte-Saint-Martin, 1820
- Le Dîner de garçons, comédie en 1 acte mêlée de couplets (Ymbert, Varner), Paris, Théâtre des Variétés, 1820
- Le Propriétaire sans propriété, comédie-vaudeville en 1 acte (Ymbert, Varner), Paris, Théâtre de la Porte Saint-Martin, 1820
- La Marchande de coco, ou les Projets de réforme, folie grivoise en 1 acte mêlée de couplets (Ymbert, Varner), Paris, Théâtre des Variétés, 1822
- Le Faubourien, ou le Philibert de la rue Mouffetard, comédie grivoise en 1 acte mêlée de couplets (Ymbert, Varner), Paris, Théâtre des Variétés, 1823
- Le Précepteur dans l'embarras, comédie-vaudeville en 1 acte (Ymbert, Varner), Paris, Théâtre du Gymnase, 3 juillet 1823
- La Pièce nouvelle, ou les Assureurs dramatiques, comédie en 1 acte et en vers (Varner), Paris, Théâtre du Gymnase, 1823
- L'Intérieur d'un bureau, ou la Chanson, comédie-vaudeville en 1 acte (Eugène Scribe, Imbert, Varner), Paris, Théâtre du Gymnase dramatique, 1823
- Monsieur Barbe bleue, ou le Cabinet mystérieux, folie en 1 acte mêlée de couplets (Dupin, Varner), Paris, Théâtre des Variétés, 1823
- La Léocadie de Pantin, parodie de la Léocadie de Feydeau (Dartois, Dupin, Varner), Paris, Théâtre des Variétés, 1824
- La Mansarde des artistes, comédie-vaudeville en 1 acte (Eugène Scribe, Dupin, Varner), Paris, Théâtre du Gymnase-Dramatique, 1824
- Le Château de la poularde, comédie-vaudeville en 1 acte (Eugène Scribe, Dupin, Varner), Paris, Théâtre de Madame, 1824
- Le Plus Beau Jour de la vie, comédie-vaudeville en 2 actes (Eugène Scribe, Varner), Paris, Théâtre de Madame, 1825
- La Ville neutre, ou le Bourgmestre de Neustadt, comédie-vaudeville en 1 acte (Ymbert, Varner), Paris, Théâtre de Madame, 1825
- La Charge à payer, ou la Mère intrigante, comédie-vaudeville en 1 acte (Varner, Eugène Scribe), Paris, Théâtre de Madame, 1825
- Le Mariage de raison, comédie-vaudeville en 2 actes (Eugène Scribe, Varner), Paris, Théâtre de Madame, 1826
- Les Manteaux, comédie-vaudeville en 2 actes (Eugène Scribe, Varner, Dupin), Paris, Théâtre de Madame, 1826
- Une soirée à la mode, comédie-vaudeville en 1 acte (Varner, Jean-François Bayard, Hippolyte), Paris, Théâtre de Madame, 1827
- Les Petits Appartements, opéra-comique en 1 acte (Dupin, Varner, musique de Berton), Paris, Opéra-Comique, 1827
- Les Moralistes, comédie-vaudeville en 1 acte (Eugène Scribe, Varner), Paris, Théâtre de Madame, 1828
- Le Bourgeois de Paris, ou la Partie de plaisir, pièce en 3 actes et 5 tableaux (Dartois, Warner, Dupin), Paris, Théâtre des Nouveautés, 1828
- Marino Faliero à Paris, folie à propos-vaudeville en 1 acte (Varner, Jean-François Bayard), Paris, Théâtre du Vaudeville, 1829
- Madame de Sainte-Agnès, comédie-vaudeville en 1 acte (Eugène Scribe, Varner), Paris, Théâtre de Madame, 1829
- Théobald, ou le Retour de Russie, comédie-vaudeville en 1 acte (Eugène Scribe, Varner), Paris, Théâtre de Madame, 1829
- La Veste et la Livrée, comédie-vaudeville en 1 acte (Mélesville, Varner), Paris, Théâtre des Variétés, 1829
- La Cour d'assises, tableau-vaudeville en 1 acte (Eugène Scribe, Varner), Théâtre de Madame, 1829
- La Convalescente, comédie-vaudeville en 1 acte (Mélesville, Varner), Paris, Théâtre du Vaudeville, 1830
- Les Deux Novices, comédie-vaudeville en 3 époques (Varner, Jean-François Bayard), Paris, Théâtre du Palais-Royal, 1831
- L'Art de payer ses dettes, comédie-vaudeville en 1 acte, (Mélesville, Varner), Paris, Théâtre du Vaudeville, 1831
- Le Salon de 1831, à-propos en 1 acte mêlé de couplets (Brazier, Varner, Jean-François Bayard), Paris, Théâtre du Palais-Royal, 1831
- La Grande Aventure, comédie-vaudeville en 1 acte (Eugène Scribe, Varner), Paris, Théâtre du Gymnase-Dramatique, 1832
- Toujours, ou l'Avenir d'un fils, comédie-vaudeville en 2 actes (Eugène Scribe, Varner), Paris, Théâtre du Gymnase-Dramatique, 1832
- Paris malade, revue mêlée de couplets, (Jean-François Bayard, Varner), Paris, Théâtre du Palais-Royal, 1832
- La Chipie, comédie-vaudeville en 1 acte (Jean-François Bayard, Varner), Paris, Théâtre du Palais-Royal, 1833
- Un ménage d'ouvrier, comédie-vaudeville en 1 acte (Jean-François Bayard, Varner), Paris, Théâtre du Palais-Royal, 1834
- Le Mari d'une muse, comédie-vaudeville en 1 acte (Jean-François Bayard, Varner), Paris, Théâtre du Gymnase-Dramatique, 1834
- La Pensionnaire mariée, comédie-vaudeville en 1 acte, imitée d'un roman de Mme de Flahaut (Eugène Scribe, Varner), Paris, Théâtre du Gymnase-Dramatique, 1835
- L'Oiseau bleu, pièce en 3 actes mêlée de chant (Jean-François Bayard, Varner), Paris, Théâtre du Palais-Royal, 1836
- Ma maison du Pecq, vaudeville en 1 acte (Mélesville, Varner), Paris, Théâtre du Palais-Royal, 1837
- Le Bout de l'an, ou les Deux Cérémonies, comédie-vaudeville en 1 acte (Varner, Eugène Scribe), Paris, Théâtre du Palais royal, 1837
- César, ou le Chien du château, comédie-vaudeville en 2 actes (Eugène Scribe, Varner), Paris, Théâtre du Gymnase-Dramatique, 1837
- Le Pioupiou, ou la Gloire et l'Amour, comédie en 2 actes mêlée de couplets (Varner), Paris, Théâtre du Palais-Royal, 1838. C'est dans cette comédie que Varner forgea le néologisme de « pioupiou » pour désigner un jeune conscrit inexpérimenté.
- C'est Monsieur qui paie, vaudeville en 1 acte (Jean-François Bayard, Varner), 1838
- Les Deux Maris, ou M. Rigaud, comédie en 1 acte mêlée de vaudevilles (Eugène Scribe, Varner), 1838
- Françoise et Francesca, comédie en 2 actes mêlée de couplets (Varner), Paris, Théâtre du Palais-Royal, 1838
- Chantre et Choriste, vaudeville en 1 acte (Varner), Paris, Théâtre du Palais-Royal, 1839
- Le Cousin du ministre, comédie en 1 acte mêlée de couplets (Varner), Paris, Théâtre du Palais-Royal, 1839
- Un monstre de femme, comédie-vaudeville en 1 acte (Varner, Duvert, Lauzanne), Paris, Théâtre du Vaudeville, 1841
- Les Pénitents blancs, comédie en 2 actes mêlée de chant (Varner), Paris, Théâtre du Palais-Royal, 1841
- La Sœur de Jocrisse, comédie en 1 acte mêlée de chant (Varner, Duvert), Paris, Théâtre du Palais-Royal, 1841
- La Chasse aux vautours, comédie en 1 acte mêlée de couplets (Varner), Paris, Théâtre du Palais-Royal, 1842
- L'Autre part du diable, ou le Talisman du mari, comédie en 1 acte mêlée de chant (Varner), Paris, Théâtre du Palais-Royal, 1843
- Recette contre l'embonpoint, pièce en 2 actes mêlée de couplets (Varner), Paris, Théâtre de la Gaîté, 1843
- Le Noctambule, comédie-vaudeville en 1 acte (Varner, Deslandes), Paris, Théâtre du Palais-Royal, 1843
- Les Canuts, comédie en 2 actes mêlée de chant (Varner, Deslandes), Paris, Théâtre du Palais-Royal, 1843
- Jeanne et Jeanneton, comédie-vaudeville en 2 actes (Eugène Scribe, Varner), Paris, Théâtre du Gymnase-Dramatique, 1845
- La Belle et la Bête, comédie-vaudeville en 2 actes (Jean-François Bayard, Varner), Paris, Théâtre du Gymnase-Dramatique, 1845
- Le Petit-fils, comédie-vaudeville en 1 acte (Jean-François Bayard, Varner), Paris, Théâtre du Gymnase-Dramatique, 1846
- Le Chevalier de Saint-Remy, drame en 5 actes et 6 tableaux (Varner, Prémaray, musique de Réancourt), Paris, Théâtre de la Gaîté, 1847
- Père et Portier, vaudeville en 2 actes (Jean-François Bayard, Varner), Paris, Théâtre du Palais-Royal, 1847
- L'Académicien de Pontoise, comédie-vaudeville en 2 actes (Varner, Varin), Paris, Théâtre Montansier, 1848
- Ô amitié !… ou les Trois Époques, comédie-vaudeville en 3 actes (Eugène Scribe, Varner), Paris, Théâtre du Gymnase dramatique, 1848
- La Grosse Caisse, ou les Élections dans un trou, pochade électorale en 2 actes mêlé de couplets (Jean-François Bayard, Varner), Paris, Théâtre Montansier, 1849
- Un cheveu pour deux têtes, comédie en 1 acte mêlée de couplets (Varner, Duvert, Lauzanne), Paris, Théâtre de la Montansier, 1849
- Babet, ou le Diplomate en famille, vaudeville en 1 acte (Varner), Paris, Théâtre du Gymnase, 1849
- La Conspiration de Mallet, ou Une nuit de l'Empire, drame historique en 5 actes mêlé de chants (Jean-François Bayard, Varner), Paris, Théâtre du Vaudeville, 1849
- Le sous-préfet s'amuse, comédie-vaudeville en 2 actes (Jean-François Bayard, Varner), Paris, Théâtre de la Montansier, 1850
- La Perle des servantes, comédie mêlée de couplets en 1 acte (Varner), Paris, Théâtre de la Montansier, 1850
- Le Vol à la fleur d'orange, comédie-vaudeville en 2 actes (Jean-François Bayard, Varner), Paris, Théâtre de la Montansier, 1851
- Madame Schlick, comédie-vaudeville en 1 acte (Varner), Paris, Théâtre du Gymnase, 1852
- La Fille d'Hoffmann, drame avec couplets en 1 acte (Jean-François Bayard, Varner), Paris, Théâtre du Gymnase, 1852
- Les Échelons du mari, comédie-vaudeville en 3 actes (Jean-François Bayard, Varner), Paris, Théâtre du Gymnase, 1852

## Distinctions
- Chevalier de la Légion d'honneur (décret du 30 avril 1843)[3].